# E-journal
Danske Regioner har lavet e-journal (betyder elektronisk patientjournal) hvor hver borger kan følge med i hvad der bliver skrevet i deres journal af deres læge, lægesekretæren eller sundhedsplejere. 
"Hver tiende bliver opereret, og gennemsnitligt har hver femte kontakt med sygehusvæsenet i løbet af et år. Hvert forløb bliver til en lang række data i de elektroniske journaler, som nu i alt rummer oplysninger på 4 mio. nulevende danskere – kun en brøkdel bruger deres mulighed for at kigge med på nettet. Journalnotater fra behandlingsforløb på offentlige sygehuse havner i en fælles digital journal, e-journalen, som borgeren har adgang til ved at logge ind på sundhed.dk med NemID eller digital signatur. Her kan patienterne altså i ro og mag genopfriske detaljer, rækkefølger og informationer."
Det er Danske Regioner der står bag e-journalen og tilbydes på www.sundhed.dk hvor man kan logge på med sin NemID eller Digital signatur. 

## Sundhedsoverblik
Her får du et overblik over dine registrerede sundhedsdata på www.sundhed.dk. Her vises data om din læge, dine sygehusbehandlinger og e-journal, medicinprofil, prøvesvar, donorregistrering og livstestamente.

### e-journalen
Mit sundhedsoverblik er et forløbsoversigt over de personlige journaloplysninger fra de offentlige sygehuse i Danmark.

### Behandlinger på sygehuse
Her kan man se en oversigt over alle de sygehuskontakter, man har haft til danske sygehuse. Dine behandlinger på sygehuse bygger på de oplysninger, som er registreret i Landspatientregisteret. Oversigten omfatter:
- Indlæggelser
- Ambulant behandling
- Skadestuebesøg.

### Det Fælles Medicinkort
Via sundhed.dk kan man besøge FMK Arkiveret 8. maj 2013 hos  Wayback Machine. Det er Det Fælles Medicinkort. Det Fælles Medicinkort er en del af Lægemiddelstyrelsen og her kan man se sit medicinforbrug.

### Dinmedicinprofil
I Medicinprofilen finder man forskellige oplysninger om de lægemidler, man er i behandling med. Man har også mulighed for selv at tilføje medicin, som man køber i håndkøb, (vitaminer, pinex, o.l.). 
- Receptkøb
- Ordinationer
- Medicinprofil
- Medicinskab
- Medicintilskud
- Cave (lægemidler, man ikke kan tåle)

### Donorregistrering
Her kan man angive følgende:
- Fuld tilladelse
- Pårørendes accept
- Begrænset tilladelse (nyrer, hjerte, osv.)
- Ved ikke (man overlader det til ens pårørende)
- Forbud (man modsætter sig, at ens organer anvendes til transplantation efter ens død).

### Dit livstestamente
Her kan man angive følgende: 
- Du ønsker ikke livsforlængende behandling, hvis du er i en situation, hvor du er uafvendeligt døende.
- Du ønsker ikke livsforlængende behandling i tilfælde af, at sygdom, fremskreden alderdomssvækkelse, ulykke, hjertestop el.lign. har medført en så svær invaliditet, at du varigt vil være ude af stand til at tage vare på dig selv fysisk og mentalt.

### Aftalebogen
I aftalebogen kan man tilføje de data hvor man har aftaler med sygehuset, tandlæge, o.l.